# Хапчагай
Хапчагай (рос. Хапчагай) — село у Мегіно-Кангалаському улусі Республіки Сахи Російської Федерації.
Населення становить 130 осіб. Орган місцевого самоврядування — Дойдунський наслег.

## Історія
Згідно із законом від 30 листопада 2004 року органом місцевого самоврядування є Дойдунський наслег.

## Населення
| 2002 | 2010 | 2011 | 2012 |
| ---- | ---- | ---- | ---- |
| 133  | ↘132 | →132 | ↘130 |